# Paul Bootkoski
Paul Gregory Bootkoski (ur. 4 lipca 1940 w Newark) – amerykański biskup katolicki polskiego pochodzenia, w latach 2002-2016 ordynariusz diecezji Metuchen w stanie New Jersey.

## Życiorys
Święcenia kapłańskie otrzymał 29 maja 1966 i został inkardynowany do archidiecezji Newark. Po 10 latach pracy w charakterze wikariusza został dyrektorem archidiecezjalnego duszpasterstwa studentów. W 1996 został mianowany wikariuszem biskupim ds. duchowieństwa.

### Episkopat
7 lipca 1997 został mianowany przez papieża Jana Pawła II biskupem pomocniczym archidiecezji Newark oraz biskupem tytularnym Zarny. Sakry biskupiej udzielił mu 5 września tegoż roku abp Theodore McCarrick.
4 stycznia 2002 został prekonizowany biskupem Metuchen. Ingres odbył się 19 marca tegoż roku.
8 marca 2016 przeszedł na emeryturę.